# L'Europa letteraria
L'Europa letteraria è stata una rivista bimestrale italiana d'ispirazione progressista, che si proponeva come luogo d'incontro tra gli scrittori europei e occasione di dialogo tra intellettuali di formazione borghese e marxista.
Nelle sue pagine erano presentati testi narrativi, composizioni poetiche e saggi critici. 

## Storia
L'Europa letteraria fu fondata a Roma nel 1960 (il primo numero porta la data del 1º gennaio) dal giornalista, scrittore e critico letterario Giancarlo Vigorelli, segretario generale della Comunità europea degli scrittori dal 1958 al 1968. Era «necessario e urgente», scriveva Vigorelli, evitare lo scontro tra le due Europe (l'occidentale atlantica e l'orientale comunista) «in una crociata, tanto più fanatica, quanto è più fondata su una reciproca ignoranza». 
Con il terzo numero (giugno 1960), la rivista si arricchiva di una nuova sezione: L'Europa artistica e, a partire dal numero 9-10 (giugno-agosto 1961), si aggiungeva l'ulteriore sezione L'Europa cinematografica. Le sezioni, pur nello stesso fascicolo, si presentavano divise, separate a volte da una copertina interna. Nel 1965, poco prima della chiusura, lo stesso titolo della rivista mutava, esplicitando le sue tre sezioni: L'Europa letteraria. L'Europa artistica. L'Europa cinematografica.
Nel 1965, col fascicolo numero 35, il periodico cessò le pubblicazioni.

## La redazione

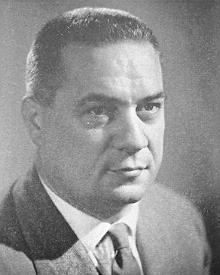
Davide Lajolo

Oltre che fondatore Vigorelli ne fu anche il primo direttore.
Al suo fianco alla direzione, fino al fascicolo di aprile-giugno 1963 c'era il giornalista e narratore Domenico Javarone, al quale poi si aggiunse Davide Lajolo, scrittore e deputato comunista. 
Autori italiani e stranieri erano rappresentati sulla rivista: tra gli italiani si possono citare poeti e scrittori quali Attilio Bertolucci, Arrigo Levi, Mario Luzi, Vasco Pratolini, Leonardo Sinisgalli, Franco Costabile. Tra gli stranieri, con testi in lingua originale o tradotti, si ricordano lo scrittore tedesco Hermann Hesse e il poeta russo Evgenij Evtušenko.